# 살치토
살치토(이탈리아어: Salcito)는 이탈리아 몰리세주 캄포바소도의 코무네다. 캄포바소로부터 북서쪽 25km 거리에 있다.